# Parakibara clavigera
Parakibara clavigera är en tvåhjärtbladig växtart som beskrevs av W.R. Philipson. Parakibara clavigera ingår i släktet Parakibara och familjen Monimiaceae. Inga underarter finns listade i Catalogue of Life.